# 巴什却普河
巴什却普河，也作巴什却甫河、巴什且普河，位于中华人民共和国新疆维吾尔自治区喀什地区叶城县西部地区的一条河流，是叶尔羌河中游右岸支流，发源于阿尕孜山（阿喀孜山）北坡的冰川区域，干流大体自东南向西北流，于叶城县西合休乡来依瓦普西北汇入叶尔羌河。河流全长71千米，流域面积约2181平方千米，年均径流量约2.5亿立方米。巴什却普河沿岸分布有10余个西合休乡牧业自然村。